# Carex strigosula
Carex strigosula är en halvgräsart som beskrevs av Chatenier. Carex strigosula ingår i släktet starrar, och familjen halvgräs. Inga underarter finns listade i Catalogue of Life.